# Trinity Rodman
Trinity Rain Moyer-Rodman (Newport Beach, 20 maggio 2002) è una calciatrice statunitense, attaccante del Washington Spirit e della nazionale statunitense.

## Carriera

### Club
Il 4 settembre 2024, Rodman viene inserita nella lista delle trenta candidate al Pallone d'Oro femminile.

## Palmarès

### Club
- National Women's Soccer League: 1

Washington Spirit: 2021

### Nazionale
- Oro olimpico: 1

Parigi 2024
- SheBelieves Cup: 3

2022, 2023, 2024
- CONCACAF Women's Championship: 1

2022
- CONCACAF Women's Gold Cup: 1

2024

### Individuale
- U.S. Soccer Athlete of the Year: 1

Premio giovane femminile: 2021
- Migliore giovane calciatrice della National Women's Soccer League: 1

2022